# Сёмин, Юрий Павлович
Ю́рий Па́влович Сёмин (род. 11 мая 1947, Чкалов) — советский футболист, советский и российский тренер. Мастер спорта (1966). Заслуженный тренер РСФСР (1989). Заслуженный тренер Таджикской ССР (1985).
Долгие годы работал главным тренером московского «Локомотива».

## Биография
Родился 11 мая 1947 года в Оренбурге (в те годы носившем название Чкалов). Когда Сёмину исполнилось три года, семья переехала в Орёл.

### Личная жизнь
Отец — Павел Ильич Сёмин (1921—?), водитель.
Мать — Вера Филипповна Сёмина (1913—2007).
Супруга — Любовь Леонидовна Сёмина (1948). С 7 декабря 1968 года состоит в браке.
Сын — Андрей (1969), футболист, тренер.
Внучка — Мария (2004).
Внук — Павел (2013).
Является одноклассником и близким другом народного артиста Валерия Баринова.
Свободное время отдаёт большому и настольному теннису, другим спортивным играм, посещению театров.
19 июля 2016 года завёл канал на YouTube.
12 ноября 2017 года завёл страницу в Instagram. «Внучка надоумила завести здесь страницу. Говорит, людям интересно смотреть и читать, а мне есть что рассказать. Ну, в путь», — написал Сёмин в первой записи.
В начале июня 2020 года, после окончания контракта с «Локомотивом», объявил о начале выпуска спортивной одежды совместно с московским брендом «Олово».

## Карьера игрока
Юрий Сёмин начал карьеру в клубе «Спартак» (Орёл). Там он был замечен тренерами сборной РСФСР. В возрасте 18 лет Сёмин участвовал в составе сборной на чемпионате республик СССР, там его игру заметили руководители нескольких клубов, включая киевское «Динамо», московское «Динамо», «Металлург» (Запорожье). Но Сёмин перешёл в клуб «Спартак» (Москва), куда его направил центральный совет общества «Спартак».
В 1965 году Сёмин стал игроком «Спартака». Первый год карьеры в составе красно-белых прожил на базе в Тарасовке.

«В первый год нередко хотелось из Москвы убежать. Провинциалу тяжело привыкать к столице. Это уже потом даже мысль об отъезде становится невозможной, а тогда… Если бы не такие люди, как Логофет, может, так бы и не почувствовал себя в Москве своим». Юрий Сёмин
В 1966 году Сёмин за свои футбольные достижения получил от «Спартака» комнату в Бескудниково: «На второй год в „Спартаке“ дали 14-метровую комнату с крохотной кухонькой в доме для престарелых. Причём далеко — в Бескудниково, и поскольку машину тогда не водил, добирался до Тарасовки на перекладных. Но жаловаться было грешно — с помощью этой комнатки получил московскую прописку». В том же году в «Спартак» перешёл Николай Осянин, который постепенно выдавил Сёмина из основного состава команды. После этого Сёмин принял решение покинуть «Спартак».
Автор первых двух голов «Спартака» в еврокубках.
В 1968 году Сёмин перешёл в московское «Динамо». В составе «бело-голубых» он провёл три года, выступая на позиции полузащитника. С клубом он выиграл в 1970 году Кубок СССР и серебряные медали чемпионата СССР, проиграв в Золотом матче ЦСКА. В 1972 году он покинул команду после того, как главный тренер, Константин Бесков, принял решение не ставить Сёмина в основной состав на матч с «Црвеной Звездой»:

«В начале 72-го готовились к четвертьфиналу Кубка кубков против „Црвены Звезды“. Константин Иванович уверял, что я буду играть, и даже называл оппонента на фланге — Ачимовича. Но в последний момент решил меня не ставить. Я очень обиделся — и пришёл к тренеру с просьбой отпустить меня из команды. Потом понял, что погорячился. Пережди немного, успокойся — и, уверен, вернул бы себе место в составе». Юрий Сёмин
Из «Динамо» Сёмин перешёл в клуб «Кайрат» (Алма-Ата). Там он провёл два сезона. Во втором из них в клуб был назначен новый главный тренер, Артём Фальян, который стал придираться к игрокам, пришедшим из московских клубов. Сёмин наедине поругался с Фальяном. Через несколько дней в газете появилась статья, где Сёмин обвинялся в неподобающем поведении. Председатель федерации футбола РСФСР Виктор Осипов, знакомый с Сёминым, смог добиться только смягчения приговора в виде перевода Сёмина во вторую лигу, в клуб «Чкаловец». Там Сёмин провёл один сезон.
В конце 1974 года Сёмин перешёл в московский «Локомотив». В этом клубе он вошёл, на правах ветерана, в тренерский совет, организованный главным тренером железнодорожников, Игорем Волчком. Завершил карьеру Сёмин в клубе «Кубань», где был капитаном команды. Сёмин помог вывести «Кубань» в Высшую лигу. Всего в Высшей лиге Сёмин провёл 280 матчей, забил 39 голов.

### Статистика по сезонам
| Клуб             | Сезон | Чемпионат | Чемпионат | Кубок | Кубок | Еврокубки | Еврокубки |
| Клуб             | Сезон | Игры      | Голы      | Игры  | Голы  | Игры      | Голы      |
| ---------------- | ----- | --------- | --------- | ----- | ----- | --------- | --------- |
| Спартак (Орел)   | 1964  | ?         | ?         | ?     | ?     | -         | -         |
| Спартак (Орел)   | 1965  | 16        | 6         | 1     | 0     | -         | -         |
| Спартак (Москва) | 1965  | 13        | 2         | 0     | 0     | -         | -         |
| Спартак (Москва) | 1966  | 22        | 4         | 1     | 0     | 3         | 3         |
| Спартак (Москва) | 1967  | 8         | 0         | 0     | 0     | -         | -         |
| Динамо (Москва)  | 1968  | 16        | 3         | 1     | 0     | -         | -         |
| Динамо (Москва)  | 1969  | 29        | 9         | 3     | 1     | -         | -         |
| Динамо (Москва)  | 1970  | 29        | 4         | 5     | 2     | -         | -         |
| Динамо (Москва)  | 1971  | 21        | 4         | 3     | 1     | 2         | 0         |
| Кайрат           | 1972  | 25        | 3         | 1     | 0     | -         | -         |
| Кайрат           | 1973  | 18        | 2         | 2     | 0     | -         | -         |
| Чкаловец         | 1974  | 27        | 4         | 0     | 0     | -         | -         |
| Локомотив        | 1975  | 27        | 4         | 1     | 0     | -         | -         |
| Локомотив        | 1976  | 28        | 4         | 3     | 0     | -         | -         |
| Локомотив        | 1977  | 23        | 1         | 0     | 0     | -         | -         |
| Кубань           | 1978  | 34        | 10        | 0     | 0     | -         | -         |
| Кубань           | 1979  | 39        | 4         | 0     | 0     | -         | -         |
| Кубань           | 1980  | 21        | 0         | 1     | 0     | -         | -         |

## Тренерская карьера

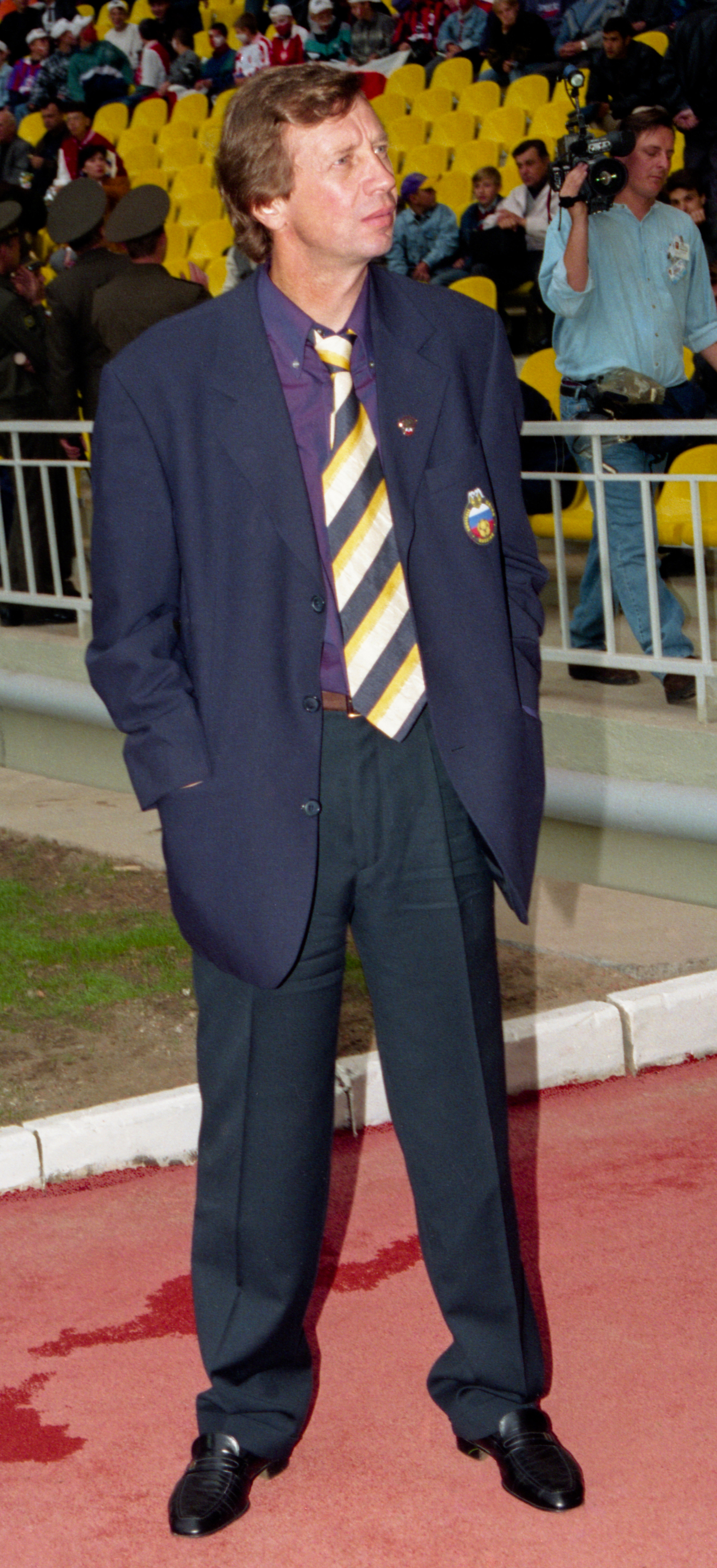
Ю.П. Сёмин помощник главного тренера сборной России по футболу, Москва, Лужники, август 1997 года

#### «Кубань» и «Памир»
С сентября 1982 года главный тренер «Кубани». С 1983—1985 года тренер ФК «Памир» (Душанбе). Каких либо особых успехов в этой команде Сёмину добиться не удалось.

#### «Локомотив»
С 5 января 1986 года по 18 апреля 2005 года руководил московским «Локомотивом». В советское время Сёмину дважды удавалось выводить «Локомотив» в высшую лигу чемпионата СССР, но закрепиться в ней команда не смогла (кроме того, в 1990 году «железнодорожники» дошли до финала Кубка СССР, где с разгромным счётом 1:6 уступили киевскому «Динамо»).

#### Сборная Новой Зеландии
В 1991 году, сразу после выхода железнодорожников в высшую лигу чемпионата СССР, решил сменить обстановку и поработать за границей — принял приглашение из Новой Зеландии и возглавил олимпийскую сборную этой страны. В отборочной группе к ОИ-92 его команда заняла второе место, уступив только признанному фавориту — сборной Австралии. В конце 1991 вернулся в «Локомотив», поняв, что иных успехов здесь не достигнет, а как профессионал может быстро деградировать.

#### «Локомотив»
Под руководством Сёмина в 1990-е годы «Локомотив» превратился в одного из флагманов российского футбола, зачастую успешно конкурируя с другим московским клубом — «Спартаком». В 1996 году «железнодорожники» выиграли первый за 39 лет трофей — Кубок России, в финальном матче одержав волевую победу над «Спартаком». Через год подопечные Сёмина повторили успех, одолев другого московского гранда — «Динамо», была команда близка и к третьей победе в кубке подряд, но в финальном матче уступила «Спартаку». Кроме того, «Локомотив» регулярно становился призёром чемпионата России, однако выиграть золотые медали не удавалось, зато были достигнуты определённые успехи в еврокубках — в 1998 и в 1999 годах «красно-зелёные» доходили до полуфинала Кубка обладателей кубков. В XXI веке «Локомотив» достиг новых больших успехов: в 2000 и 2001 годах подопечные Сёмина выиграли ещё два национальных кубка, а в 2002 году впервые в истории завоевали золотые медали первенства, одолев в «золотом матче» со счётом 1:0 ЦСКА. В 2004 году «Локомотив» повторил успех двухлетней давности, второй раз в истории став чемпионом страны. В том же году «Локомотив» в первый и единственный раз вышел в 1/8 финала Лиги чемпионов, уступив там будущему финалисту «Монако».

#### Сборная России
Сёмин руководил «Локомотивом» и в начале 2005 года, но после нескольких матчей был откомандирован в сборную России на должность главного тренера. Завершив отборочный цикл под руководством Сёмина, сборная не выполнила своей главной задачи — попадания на чемпионат мира 2006 в Германию. Продлевать контракт с РФС Сёмин не стал, несмотря на то, что сборная провела под его руководством несколько запоминающихся матчей, не потерпев при этом ни одного поражения. Не вернулся Сёмин и в «Локомотив», объяснив это тем, что его взгляды и взгляды руководства клуба стали сильно различаться.
При Юрии Сёмине в команде в ролях основных игроков закрепились такие футболисты, как Игорь Акинфеев, братья Василий и Алексей Березуцкие, Динияр Билялетдинов, Андрей Аршавин, Роман Павлюченко, Юрий Жирков — в дальнейшем они составили костяк сборной, взявшей бронзовые медали на чемпионате Европы 2008 года.

#### «Динамо» (Москва)
В ноябре 2005 года Сёмин подписал контракт с московским «Динамо». Не сумев сплотить игроков команды и не наладив должной дисциплины, после очередного поражения Юрий Павлович подал в отставку в августе 2006 года.

#### Президент клуба «Локомотив»
Уже в конце 2006 года президент ОАО РЖД Владимир Якунин объявляет о возвращении Сёмина в московский «Локомотив», но в новой для себя должности. Заслуженный тренер России становится президентом клуба, главным тренером команды назначается Анатолий Бышовец. После провального выступления в чемпионате России-2007 (7-е место — худший на тот момент результат «Локомотива» в российской истории) и Бышовец, и Сёмин были уволены со своих постов (несмотря на то, что команда всё-таки сумела выиграть Кубок России).

#### «Динамо» (Киев)
8 декабря 2007 года в Киеве Юрий Сёмин был официально представлен как новый главный тренер клуба «Динамо». На пресс-конференции, посвящённой этому событию, президент киевского клуба Игорь Суркис сообщил, что к своим обязанностям новый тренер приступит с 1 января 2008 года. Контракт подписан на два с половиной года с возможностью продления ещё на год. В 2009 году Сёмин привёл «Динамо» к золотым медалям чемпионата Украины, а также вывел команду в полуфинал Кубка УЕФА, где в принципиальном противостоянии уступил другой украинской команде — «Шахтёру», который в итоге и стал обладателем трофея.

#### «Локомотив»

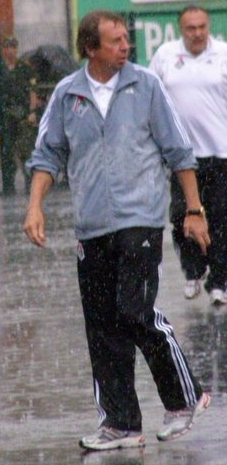
Юрий Сёмин у руля «Локомотива» (2009)

26 мая 2009 года контракт с «Динамо» был расторгнут в связи с желанием Сёмина вернуться на должность главного тренера московского «Локомотива» (где с 1 июня Юрий Павлович приступил к исполнению своих обязанностей). Возвращение в «Локомотив», однако, не принесло успехов ни тренеру, ни команде, и 29 ноября 2010 года совет директоров снял Сёмина с должности (где у тренера, кроме прочих проблем, начался конфликт с президентом клуба Ольгой Смородской).

#### «Динамо» (Киев)
23 декабря 2010 года Сёмин подписал контракт с киевским «Динамо» сроком на три с половиной года, однако повторного успеха ему добиться не удалось. 24 сентября 2012 года тренер был отправлен в отставку после серии неудач киевского клуба. По словам игрока киевского «Динамо» Андрея Несмачного, в «Динамо» Сёмин игру строил так: «Пять игроков ведут атакующие действия, а другая пятерка остаётся сзади. Это было задание Сёмина. Например, у меня было четкая установка к атакам не подключаться. Надежно сыграть в обороне, не пропустить, а там — найдём момент и забьём».

#### «Габала»
29 мая 2013 года стал главным тренером азербайджанского клуба «Габала». Под руководством специалиста «Габала» в сезоне-2013/14 стала бронзовым призёром чемпионата Азербайджана, завоевав право выступать в Лиге Европы в предстоящем сезоне, и вышла в финал Кубка страны. Однако по окончании сезона Сёмин покинул команду.

#### «Мордовия»
27 мая 2014 года стал новым главным тренером «Мордовии». Контракт был подписан на один год с возможностью продления ещё на один. Тренер неоднократно подчёркивал, что его задача — сохранить для «Мордовии» место в премьер-лиге, и под его руководством команда заняла восьмое место (что стало лучшим результатом в истории клуба). 30 мая 2015 года объявил о своём уходе из «Мордовии».

#### «Анжи»
18 июня 2015 года Сёмин возглавил вышедший в премьер-лигу «Анжи», подписав контракт по схеме 1+1. Был уволен 29 сентября после 10-го тура, когда команда занимала в турнирной таблице РФПЛ 15-е место.

#### «Локомотив»
26 августа 2016 года был вновь назначен главным тренером московского «Локомотива» (в четвёртый раз за карьеру). В первом матче после возвращения Сёмина «Локомотив» со счётом 2:1 одержал победу над «Краснодаром». 2 мая 2017 года Юрий Сёмин в пятый раз в карьере выиграл Кубок России, обойдя по количеству побед в турнире Валерия Газзаева, который четырежды приводил к трофею ЦСКА.
4 мая 2018 года Юрий Сёмин продлил контракт с клубом по схеме «1+1». 5 мая 2018 года «Локомотив» после 14-летнего перерыва стал чемпионом России.
22 мая 2019 года Юрий Сёмин в шестой раз в карьере выиграл Кубок России. 6 июля 2019 года Юрий Сёмин в третий раз выиграл Суперкубок России.
14 мая 2020 года совет директоров «Локомотива» принял решение не продлевать контракт Сёмина, который истекает 31 мая. Таким образом тренер в очередной раз покинул команду, которая на тот момент располагалась на втором месте в турнирной таблице.

#### «Ростов»
4 августа 2021 года возглавил «Ростов» и подписал рассчитанный на два сезона контракт, заменив ставшего главным тренером сборной России и лично передавшего преемнику дела Валерия Карпина. 25 сентября покинул пост главного тренера по обоюдному согласию с руководством команды, за время пребывания в «Ростове» команда выиграла лишь один матч из семи, а также не смогла выйти в 1/8 кубка России из мини-группы с командами ФНЛ и ФНЛ-2 «Торпедо» и «Чайка».

## Статистика в качестве главного тренера
| «Кубань»                | 1 октября 1982  | 31 декабря 1982  | 12   | 2   | 2   | 8   | 16,66 |
| «Памир»                 | 1 июня 1983     | 31 декабря 1985  | 143  | 62  | 31  | 50  | 43,35 |
| «Локомотив» (Москва)    | 5 января 1986   | 1 января 1991    | 204  | 92  | 55  | 57  | 45,09 |
| Новая Зеландия (олимп.) | 1 января 1991   | 31 декабря 1991  | 12   | 7   | 3   | 2   | 58,33 |
| «Локомотив» (Москва)    | 1 января 1992   | 18 апреля 2005   | 533  | 281 | 126 | 126 | 52,72 |
| Россия                  | 18 апреля 2005  | 31 декабря 2005  | 7    | 3   | 4   | 0   | 42,85 |
| «Динамо» (Москва)       | 11 ноября 2005  | 8 августа 2006   | 14   | 1   | 6   | 7   | 7,14  |
| «Динамо» (Киев)         | 8 декабря 2007  | 26 мая 2009      | 67   | 46  | 11  | 10  | 68,65 |
| «Локомотив» (Москва)    | 1 июня 2009     | 29 ноября 2010   | 53   | 24  | 15  | 14  | 45,28 |
| «Динамо» (Киев)         | 23 декабря 2010 | 24 сентября 2012 | 77   | 50  | 13  | 14  | 64,93 |
| «Габала»                | 29 мая 2013     | 23 мая 2014      | 42   | 23  | 7   | 12  | 54,76 |
| «Мордовия»              | 27 мая 2014     | 30 мая 2015      | 33   | 13  | 5   | 15  | 39,39 |
| «Анжи»                  | 18 июня 2015    | 29 сентября 2015 | 11   | 2   | 3   | 6   | 18,18 |
| «Локомотив» (Москва)    | 26 августа 2016 | 31 мая 2020      | 147  | 75  | 30  | 42  | 51,02 |
| «Ростов»                | 4 августа 2021  | 25 сентября 2021 | 7    | 1   | 3   | 3   | 14,29 |
| Всего                   | Всего           | Всего            | 1262 | 682 | 314 | 366 | 54,04 |

Данные на 25 сентября 2021 года

## Достижения

### В качестве игрока
«Динамо» (Москва)
- Обладатель Кубка СССР: 1970
- Серебряный призёр Чемпионата СССР: 1970

«Локомотив» (Москва)
- Обладатель Кубка Международного спортивного союза железнодорожников: 1976

### В качестве тренера
«Локомотив» (Москва)
- Чемпион России: (3) 2002, 2004, 2017/18
- Серебряный призёр Чемпионата России: (6) 1995, 1999, 2000, 2001, 2018/19, 2019/20
- Бронзовый призёр Чемпионата России: (2) 1994, 1998
- Обладатель Кубка России: (6) 1995/96, 1996/97, 1999/2000, 2000/01, 2016/17, 2018/19
- Обладатель Суперкубка России: (3) 2003, 2005, 2019
- Обладатель Кубка Содружества: 2005
- Обладатель Кубка Международного спортивного союза железнодорожников: 1987
- Финалист Кубка России: 1997/98
- Финалист Кубка СССР: 1989/90
- Выход в полуфинал Кубка кубков (1997/98, 1998/99).

«Динамо» (Киев)
- Чемпион Украины: 2008/09
- Серебряный призёр Чемпионата Украины: (3) 2007/08, 2010/11, 2011/12
- Обладатель Суперкубка Украины: 2011
- Финалист Кубка Украины: (2) 2007/08, 2010/11

«Габала»
- Бронзовый призёр Чемпионата Азербайджана: 2013/14
- Финалист Кубка Азербайджана: 2013/14

### В качестве президента
«Локомотив» (Москва)
- Обладатель Кубка России: 2006/07

## Награды

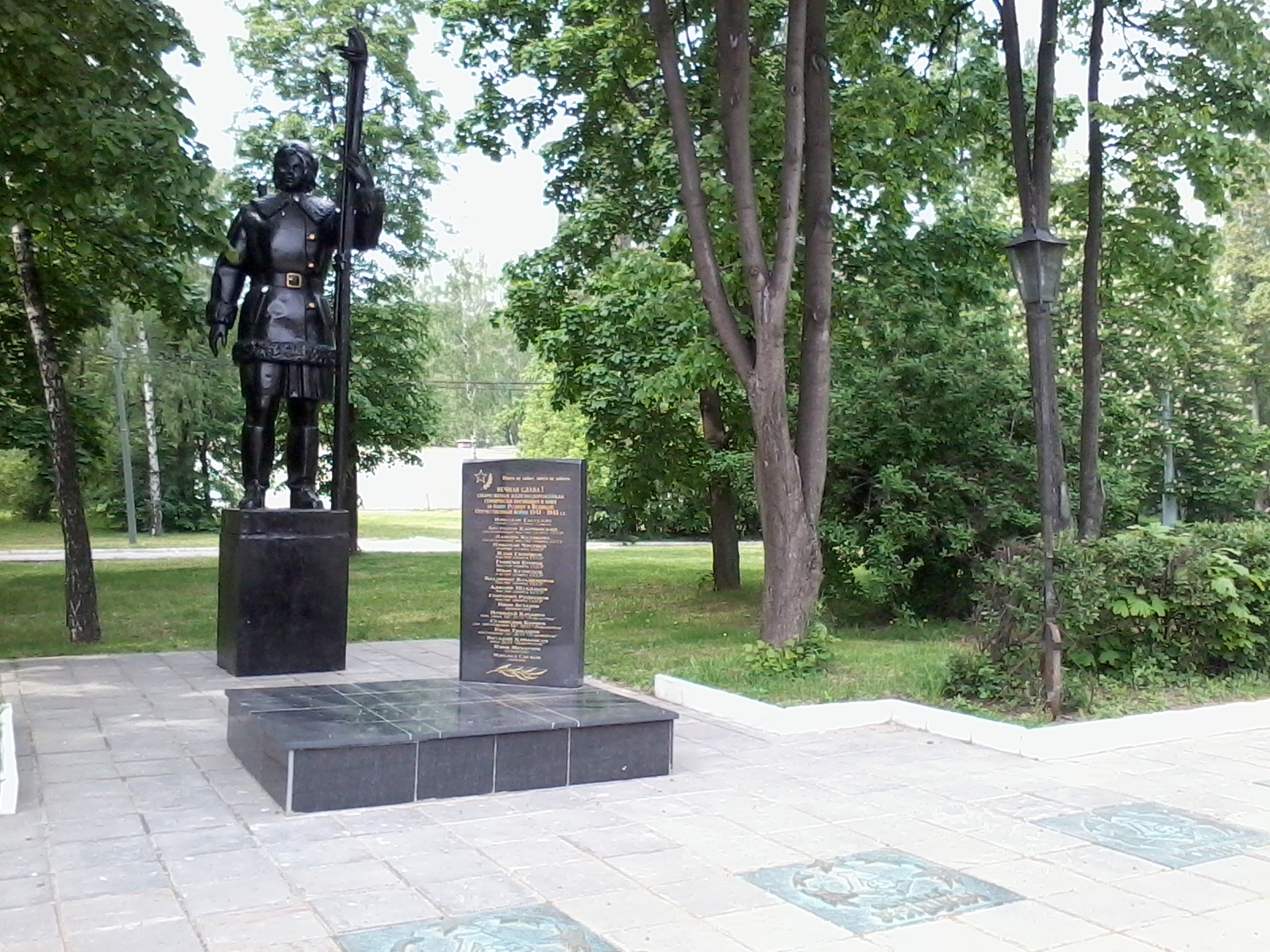
13 мая 2007 года была открыта именная звезда Юрия Сёмина на Аллее Славы

- Заслуженный тренер Таджикской ССР (1985)
- Заслуженный тренер РСФСР (1989)
- Дважды награждён знаком «Почётный железнодорожник»
- 4 сентября 1997 года награждён Медалью ордена «За заслуги перед Отечеством» II степени за заслуги перед государством, большой вклад в развитие физической культуры и спорта и в связи со 100-летием отечественного футбола[28].
- 10 мая 2007 года награждён Орденом Почёта за заслуги в развитии физической культуры и спорта и многолетнюю добросовестную работу[29].
- 13 мая 2007 года награждён именной звездой на Аллее славы стадиона «Локомотива».
- 24 мая 2015 года награждён Орденом Славы Республики Мордовия III степени[30].
- 13 мая 2017 года награждён почётной грамотой «За большой вклад в развитие отечественного футбола».
- 9 августа 2019 года награждён Орденом Александра Невского за большой вклад в развитие физической культуры и спорта, многолетнюю добросовестную работу[31].

## Телевидение
«Кто хочет стать миллионером?» (выпуск 8 сентября 2018) сыграл в паре со своим близким другом, актёром Валерием Бариновым.
В декабре 2020 года принял участие в жюри шоу «Ледниковый период» на Первом канале.
В октябре 2021 года дал большое интервью в передаче «Фетисов» на телеканале «Звезда».

## Фильмография
- 2002 — Юрий Семин. Двенадцатый игрок (документальный)